# LBK Gottfridsberg
LBK Gottfridsberg är en idrottsförening i Linköping. Fotboll är föreningens största idrott. Klubbens färger är gult och svart.
Föreningen har Lingvallen som sin hemmaplan. Lingvallen är en kommunal idrottsplats. Föreningen kan karakteriseras som en breddförening med ganska omfattande barn- och ungdomsverksamhet. Upptagningsområdet är framför allt i stadsdelarna norr och nordväst om innerstaden. Under 2010-talet har antalet barn- och ungdomslag skiftat från år till år men ofta legat kring tio. Föreningens herrlag och damlag i fotboll befinner sig långt ner i seriesystemet.

## Historik
LBK Gottfridsberg är resultatet av flera äldre idrottsföreningar som slagits ihop. BK Gotte grundades 1930, liksom FF Drottner. Dessa föreningar slogs ihop 1945 och bildade då Gottfridsbergs IF. 1947 bildades föreningen Linköpings Bollklubb. 1993 gick Linköpings Bollklubb samman med Gottfridsbergs IF och då bildades LBK Gottfridsberg. Fotboll har hela tiden varit föreningens största idrott. Under 1930-, 40-, 50- och 60-talen utövades även andra idrotter, som bandy, bowling, bordtennis och ishockey. Framgångar skördades i bandy, där BK Gotte / Gottfridsbergs IF kvalade till allsvenskan både 1944 och 1945. I slutet av 1940-talet spelade Gottfridsbergs IF i allsvenskan i bordtennis. Herrlaget i fotboll spelade under 1950-talet tre säsonger i dåvarande division III, men har mestadels hållit till i division IV.